# Тршебоньский замок
Тршебоньский замок (чеш. Třeboňský zámek) — ренессансный замок на юго-западной стороне исторического центра города Тршебонь, один из самых больших замковых комплексов в Чехии. В настоящее время в замке располагается Государственный региональный архив города Тршебонь, в котором хранится уникальный средневековый архив феодального рода Рожмберков. В 2001 году замок был внесён в список национальных памятников культуры Чешской Республики.

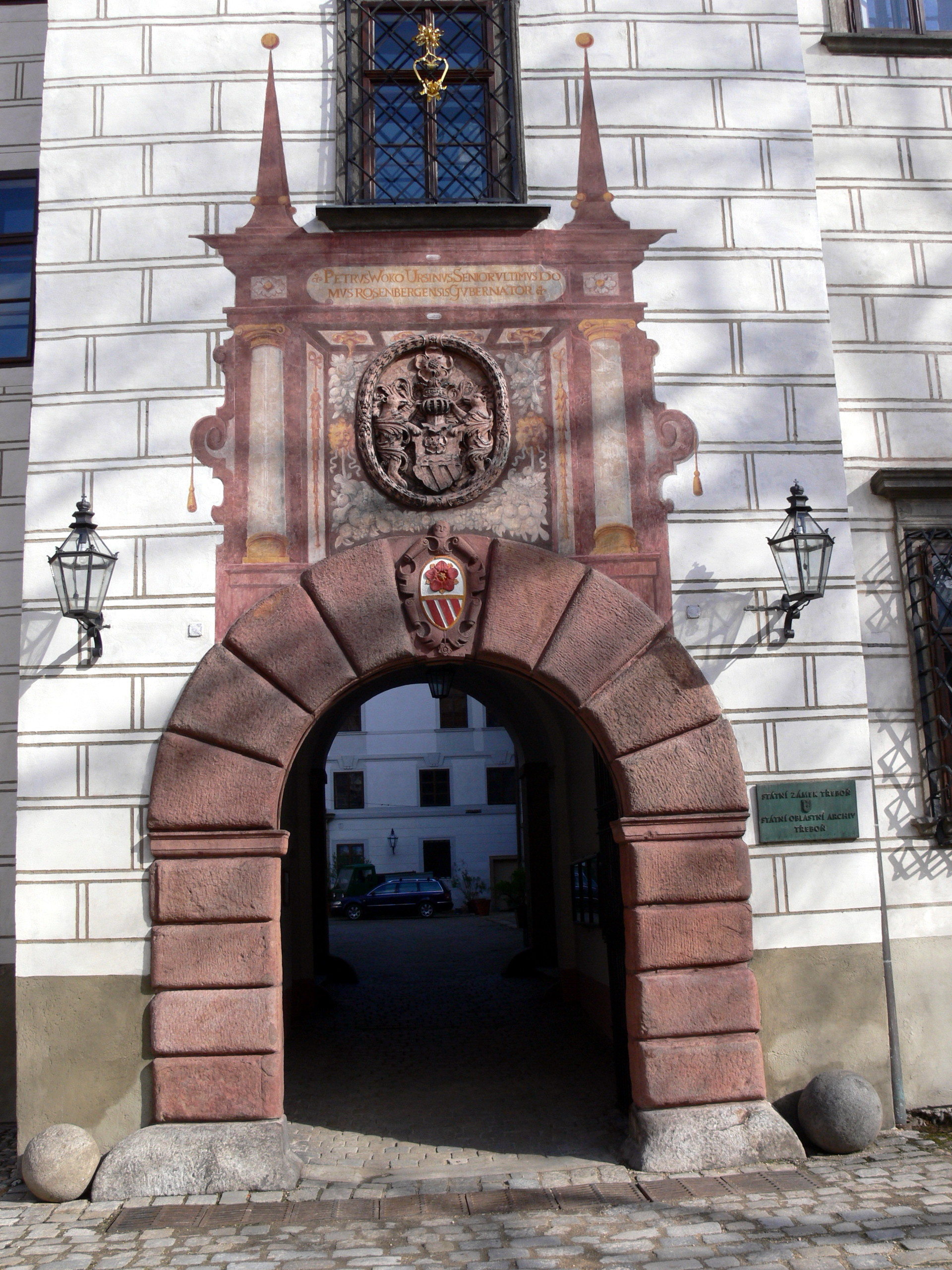
Рожмберкские ворота замка с гербами Вилема из Рожмберка.

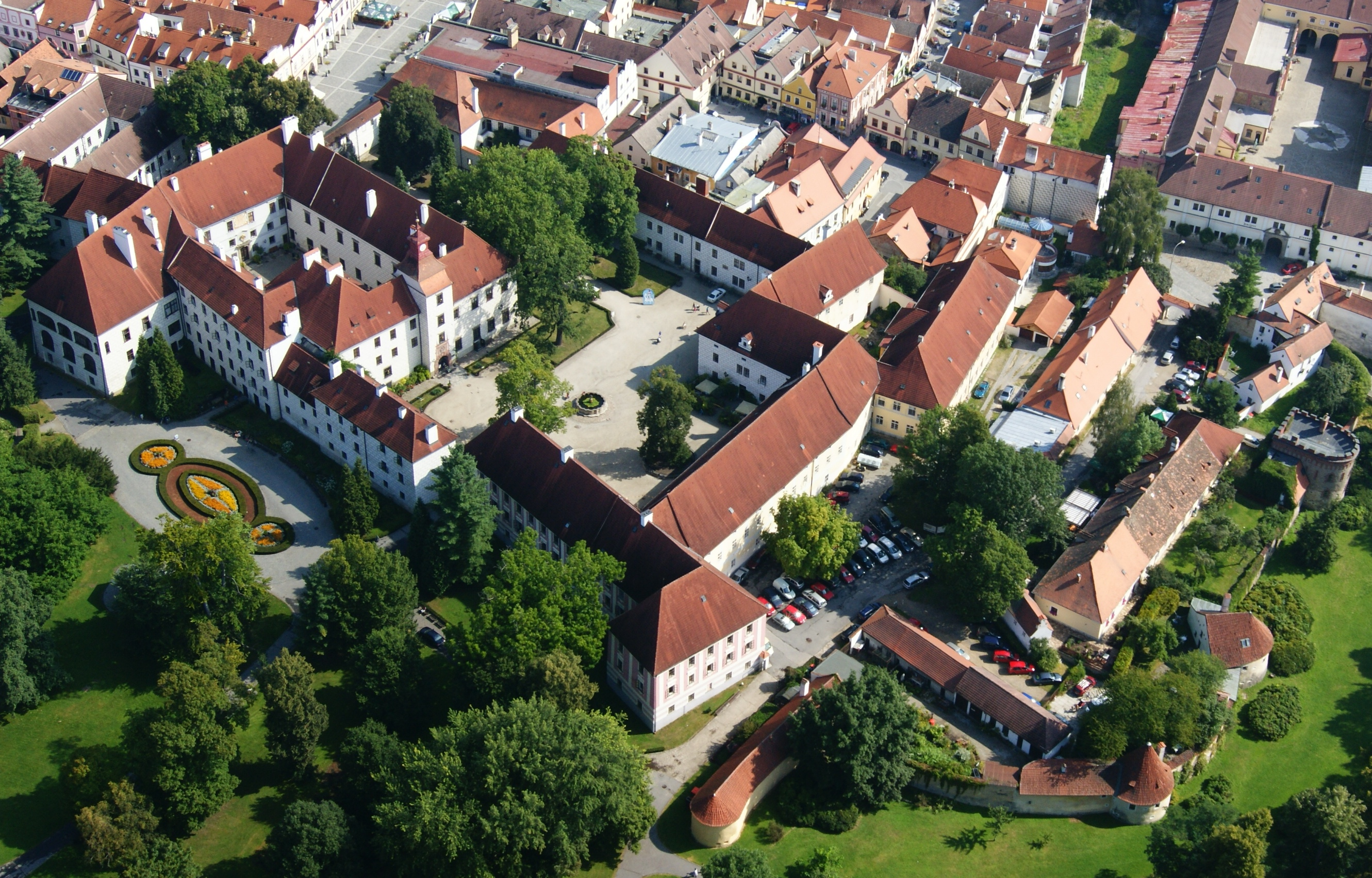
Вид на замок сверху.

До 1366 года Тршебоньское панство принадлежало панам из Ландштейна, а затем было куплено другой ветвью рода Витковичей — панами из Рожмберка, которые основали здесь Тршебоньский монастырь августинцев. Вероятно, именно Рожмберки перестроили панский двор в центре Тршебони в каменный замок, который впервые упоминается в исторических документах под 1374 годом.

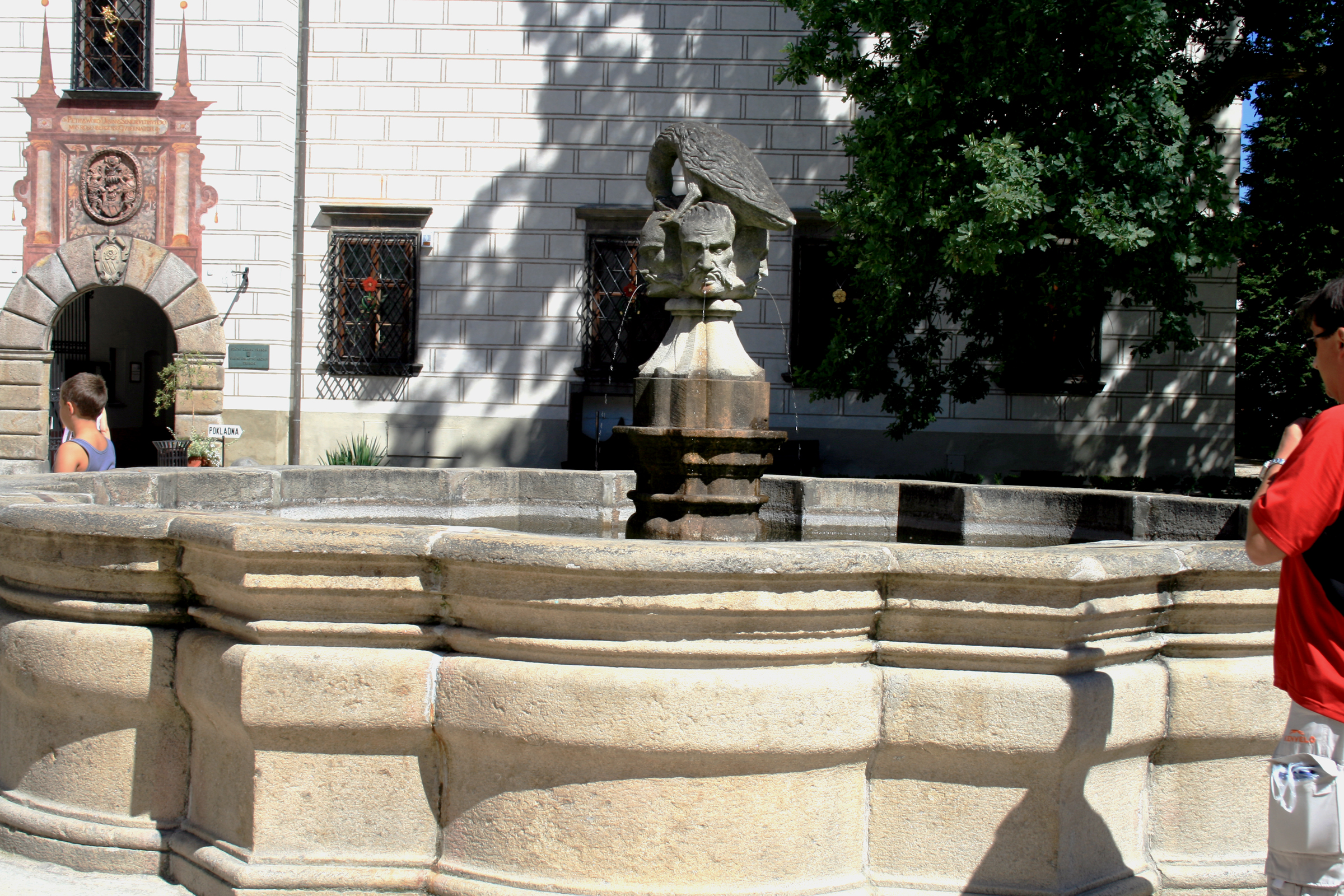
Фонтан с головами турок и клюющим их вороном с фамильного герба рода Шварценбергов. 1712 год.

В 1479 году владарж Вок II из Рожмберка выбрал Тршебоньский замок в качестве своей резиденции вместо Крумловского. Здание в современном северо-западном углу замка было существенно расширено. При Йиндржихе VII из Рожмберка были возведены восточное и западное крылья замка.
В 1562 году в замке случился пожар, после которого владарж Вилем из Рожмберка поручил архитектору Антонио Эрицеру восстановить замок в ренессансном стиле по последним требованиям итальянской моды. В 1565—1575 годах была проведена реконструкция замка, в ходе которой западная часть внутреннего пространства замка была расширена на юг, соединившись с воротами и башнями, тем самым образовав внутреннее надворье замка. В это же время в ареале замка были построены пивоварня и солодовня.
В 1602 году последний рожмберкский владарж Петр Вок из Рожмберка, отягощённый непомерными долгами, продал Крумловский замок королю и переехал со всем своим двором в Тршебоньский замок. При Петре Воке под руководством Доминико Кометты расширил замок за счёт внешнего двора. В юго-восточном крыле замка были созданы два просторных зала с высокими зеркальными сводами. Один из них, называемый Дворянская комната, украсил настенными росписями Томаш Тршебоховский, изобразив на стенах гербы и имена 32-х придворных владаржа Петра Вока. В 1604 году Петр Вок из Рожмберка перестроил два дома со стороны площади (нынешняя площадь Масарика), создав на их месте двухпалатное здание библиотеки и картинной галереи. В процессе строительства были снесены старинные Бржилицкие ворота, однако позже на их месте были возведены новые Будеёвицкие ворота, сохранившиеся до наших дней. В 1606—1610 годах здание замка было соединено с Тршебоньским монастырём открытой галереей, сооружённой на городской стене (в начале XVIII века эта галерея была перестроена в закрытый кирпичный коридор, названный «Длоуга Ходба» — Длинный коридор).
После смерти Петра Вока из Рожмберка в 1611 году замок перешёл во владение рода Швамберков. Петр III из Швамберка начал строительство на юго-восточной стороне внешнего двора евангелический молельный дом, однако не успел его достроить (работами руководил итальянский архитектор Паоло Сарчелли). В 1621 году за участие в восстании чешских сословий Тршебоньское панство вместе с замком было конфисковано у Швамберков королём Фердинандом II.
Строительная деятельность возобновилась в замке после перехода Тршебоньского панства во владение княжеского рода Шварценбергов в 1660 году. В 1663—1666 годах на месте бывшей замковой пивоварни в западной части внешнего двора было возведено барочное здание, ставшее резиденцией администрации шварценбергских имений.
В 1712 году по архитектурному проекту Павла Игнаца Байера во дворе замка был построен фонтан с головами турок и клюющим их вороном (этот сюжет был частью фамильного герба рода Шварценбергов).
В 1859—1860 годах была проведена серьёзная реконструкция внутри замка: было перестроено западное крыло с передовым выступом в сад (т. н. «Императорским крылом»). Во время земельной реформы 20-х годов XX века значительная часть земельных владений Шварценбергов была национализирована. От Тршебоньского панства у них в собственности осталось только само здание Тршебоньского замка, которое они стали сдавать летом в аренду в качестве отеля.
В 1940 году в замке разместилось местное отделение гестапо и лётная школа Люфтваффе. После войны в 1945 году замок заняла национальная администрация (Národní správa), а два года спустя в соответствии со специальным законом № 143/1947 Sb. о национализации недвижимого имущества Шварценбергов (т. н. «Lex Schwarzenberg»), замок перешёл в собственность Чехословакии.
В настоящее время большую часть замка занимает Государственный региональный архив города Тршебонь, в котором хранится уникальный средневековый архив феодального рода Рожмберков, размноженный в период Шварценбергов. В 2001 году замок внесён в список национальных памятников культуры Чешской Республики.